# Коген, Эрнст Юлиус
Эрнст Юлиус Коген (нидерл. Ernst Julius Cohen; 7 марта 1869, Амстердам, Нидерланды — 6 марта 1944, Освенцим, Генерал-губернаторство, Третий рейх) — химик и минералог, профессор Утрехтского университета.

## Биография
Ученик Якоба Вант-Гоффа. По окончании в 1893 университета в Амстердаме преподавал там же (с 1901 профессор). В 1902—1939 профессор Утрехтского университета. Депортирован нацистами в Освенцим, где был убит 5 мая 1944 года.
Исследования в области молекулярной физики (кристаллографии), приведшие его к теории о «заразных болезнях металлов». Его выводы («оловянная чума», «болезни от проковки») относительно полиморфных модификаций химических элементов и соединений имеют крупный научный и практический интерес. Опубликовал более 400 статей и ряд книг.
В 1903 году был избран первым президентом Нидерландской химической ассоциации, в 1919 году — первым президентом вновь образованного Международного союза теоретической и прикладной химии (ИЮПАК). Состоял членом Нидерландской королевской академии наук (1913) и иностранным членом Лондонского королевского общества (1926).
Член-корреспондент АН СССР c 06.12.1924 по отделению физико-математических наук (разряд физических наук (химия)).